# 沈遼
沈遼（1032年—1085年），字叡達，錢塘（今浙江杭州）人，北宋官员、文学家。

## 生平

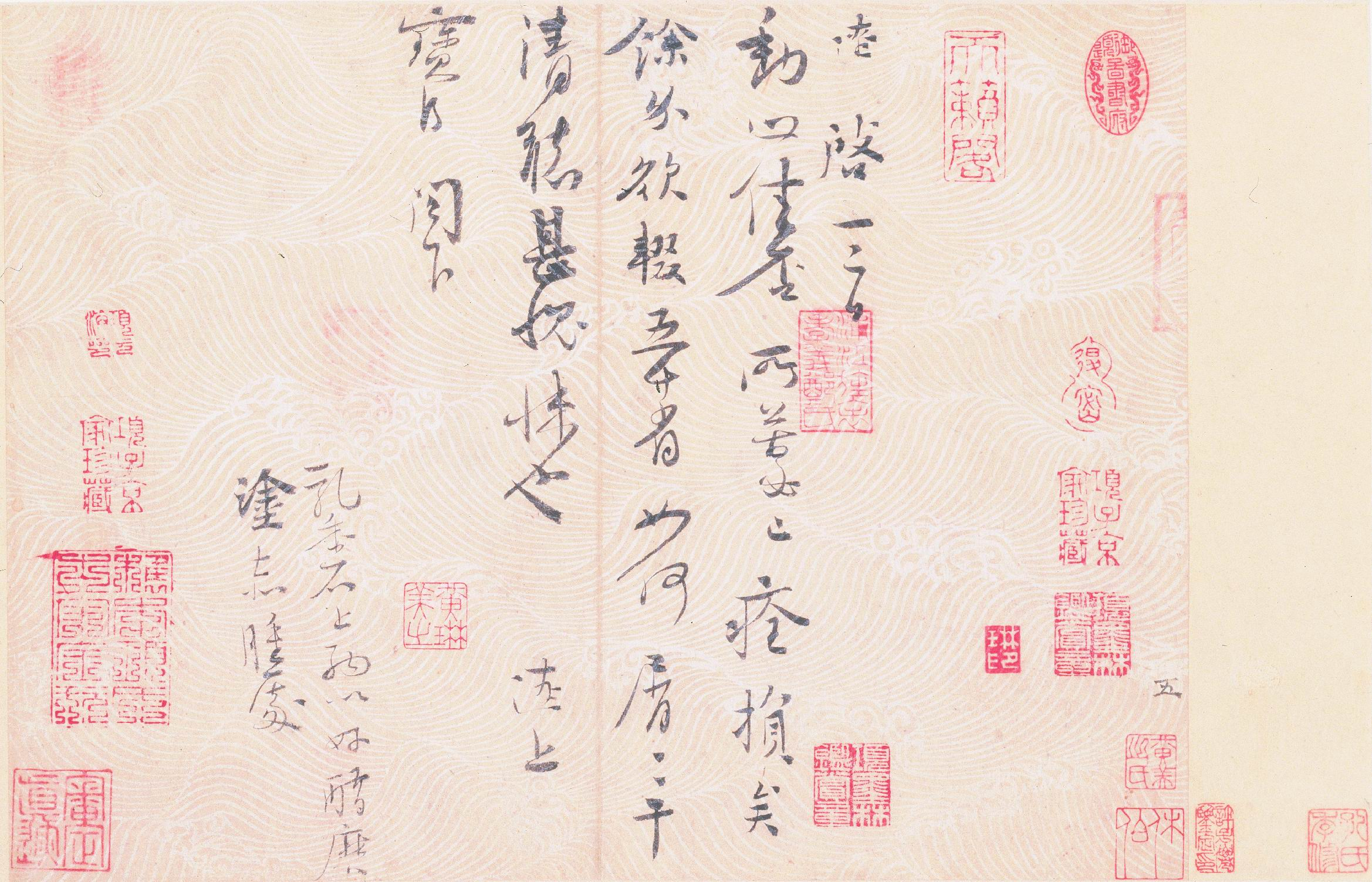
沈辽行书动止帖

沈遘之弟，傲睨一世，嗜讀《左傳》、《漢書》，工書法。神宗熙寧初，爲審官西院主簿，以太常奉禮郎監杭州軍資庫。後為言官所劾，削職爲民，流放永州。遇赦徙池州，築室於秋浦齊山，曰「雲巢」。元豐八年（1085年）卒。與沈括、沈遘合稱沈氏三先生。著有《雲巢編》十卷。
沈辽曾于1077年接替邵奇任华亭县知县一职，1078年由卢乘接任。